# Lemur Conservation Foundation
Lemur Conservation Foundation (LCF) – niewielka amerykańska organizacja non-profit współpracująca blisko z Duke Lemur Center, LCF Scientific Advisory Council (w tym z doktorem Tattersallem), Association of Zoos and Aquariums (AZA) Prosimian Taxon Advisory Group (TAG) oraz koordynatorami Species Survival Plan (SSP). Posiada rezerwat w Mayakka City, gdzie chroni się lemury katta, Eulemur rufifrons, Eulemur albifrons, Hapalemur griseus, Eulemur mongoz, Varecia rubra, Eulemur fulvus i Eulemur sanfordi. Zajmuje się ochroną lemurów, włączając to rozmnażanie w niewoli i reintrodukcję, badania oraz edukację.

## Cel
The Lemur Conservation Foundation (LCF) określa się jako mała firma non-profit poświęcająca się ochronie i utrzymaniu naczelnych Madagaskaru poprzez rozmnażanie w niewoli, prowadzenie badań naukowych, edukację i reintrodukcję.

## Myakka City Lemur Reserve
Myakka City Lemur Reserve („Rezerwat Lemurów Miasta Makka”) zajmuje 360.000 m². Otwarto go w 1999 dzięki akredytacji AZA. Jego siedziba leży w hrabstwie Manatee na Florydzie (Stany Zjednoczone Ameryki). Obejmuje dwa zalesione, mierzące po 53.000 m² ogrodzone tereny, pozostała powierzchnia obecnie służy jako strefa buforowa rezerwatu. 2 budynki służą za wewnętrzne i zewnętrzne zagrody: Reed and Barbara Toomey Lemur Pavilion oraz Marilyn K. North Lemur Lodge. Leżą tam także Mianatra Center for Lemur Studies i Anne & Walter Bladstrom Library, służą one celom edukacyjnym.

## Tampolo Forest Reserve
The Lemur Conservation Foundation jest także partnerem Tampolo Forest Station, małego rezerwatu o powierzchni 6,9 km², porośniętego lasem. Znajduje się on w Tampolo na Madagaskarze.

## Szkolenia i badania
Organizacja jest otwarta dla badaczy akademickich i studentów chcących przeprowadzać badania behawioralne i inne z wyłączeniem chirurgicznych. Proponuje 2 sześciomiesięczne staże z hodowli zwierząt i z metod terenowych.
Badania na temat zdolności poznawczych lemurów przeprowadzono w Myakka City Lemur Reserve i opublikowano w recenzowanych czasopismach naukowych. Badania te wykazały, że lemury są w stanie pojąć podstawowe działania arytmetyczne; preferencyjnie wybierały narzędzia, opierając się na ich cechach praktycznych (ułożenie, łatwość użycia), nie wybierając narzędzi w oparciu o cechy niefunkcjonalne (kolor, tekstura), chociaż nie posługiwały się nimi na wolności.

## Publikacje
The Lemur Conservation Foundation wydaje coroczny raport oraz półroczne czasopismo „Lemur Latitudes”.